# Bataille de Notion
Guerre du Péloponnèse
Batailles
- Sybota
- Potidée
- Chalcis
- Patras
- Naupacte
- Mytilène
- Tanagra
- Étolie
- Olpae
- Idomene
- Pylos
- Sphactérie
- Délion
- Amphipolis
- Mantinée
- Mélos
- Expédition de Sicile
- Symi
- Érétrie
- Cynosséma
- Abydos
- Cyzique
- Notion
- Arginuses
- Aigos Potamos

La bataille de Notion est une bataille navale de la guerre du Péloponnèse qui eut lieu au printemps 407 av. J.-C. (date supposée ; d’autres dates possibles sont l’automne 407 ou le printemps 406 av. J.-C.). Notion, ou en latin « Notium », est une ville d’Asie mineure proche d'Éphèse dont les coordonnées sont approximativement 37° 58′ N, 27° 16′ E. Elle vit la défaite des troupes athéniennes commandées par Alcibiade face aux forces spartiates, soutenues par les Perses.
Alcibiade, qui avait été envoyé par Athènes en Asie avec 100 navires, 1 500 hoplites et 150 cavaliers[réf. souhaitée], débarqua sur l'île d'Andros. À terre, il battit les troupes spartiates commandées par Lysandre, mais ne put prendre la ville.
Alors que Sparte est largement alimentée en numéraire par les Perses, Alcibiade dut s’absenter en Carie pour trouver l’argent nécessaire à la paye de ses soldats.
En son absence Antiochus, en dépit des ordres formels d’Alcibiade, provoqua la flotte ennemie et Lysandre le défait aisément avec seulement quelques galères[réf. nécessaire] à la bataille de Notion. Le résultat : Antiochus est tué, quinze vaisseaux et de nombreux Athéniens sont pris.

## Déroulement de la bataille
« Antiochus, avec deux vaisseaux, cingle de Notion (petit port proche de Colophon) vers le port d’Éphèse et va longer les proues de ceux de Lysandre. Lysandre ne met d’abord en mer qu’un petit nombre de vaisseaux avec lesquels il lui donne la chasse ; mais, quand il voit les Athéniens venir au secours d’Antiochus avec un grand nombre de vaisseaux, il dirige sur eux toute sa flotte rangée en bataille. Alors les Athéniens, restés à Notium, tirent à la mer toutes leurs trirèmes et prennent le large chacun devant soi. Ils engagent ainsi une bataille navale, les Lacédémoniens en bon ordre, les Athéniens avec leurs vaisseaux dispersés, jusqu’à ce qu’enfin ces derniers s’enfuient après avoir perdu quinze trirèmes : la plupart de ceux qui les montaient s’échappent, quelques-uns sont faits prisonniers. Lysandre emmène avec lui les vaisseaux pris, élève un trophée à Notium, et cingle de là vers Éphèse : les Athéniens se retirent à Samos. »[réf. incomplète]
Alcibiade enfin revenu à Samos, provoqua à nouveau Lysandre avec toute sa flotte, mais ce dernier ne répond pas.

## Conséquences
Très rapidement, Alcibiade (qui de fait, paradoxalement, n'a pas combattu) est accusé d'abandon de poste, d'avoir négocié en secret avec les Perses et les Spartiates. Il est désavoué et démis de ses fonctions de stratège et de commandant.
Après l'affaire des Hermocopides et l'échec de l'expédition de Sicile, ses nombreux ennemis profitèrent de cette « nouvelle défaite » pour créer un nouveau scandale et lancer sur lui une grave accusation de trahison.
De fait, Alcibiade, craignant pour sa vie, rejoignit les Perses et se réfugia en Phrygie, en Asie mineure. 
À l’annonce de cette fuite (un aveu de trahison pour le peuple) et à l’instigation du gouvernement athénien, avec l’accord des Spartiates, la résidence d’Alcibiade fut incendiée durant la nuit à Athènes.[réf. nécessaire]

## Sources
- « La Guerre du Péloponnèse — 2e partie : De -421 à -404 », août 2011 (consulté le 26 septembre 2019)

- Histoire grecque de Xénophon, t. I (trad. Eugène Talbot) — Lire sur Wikisource